# NGC 7489
NGC 7489 في الفهرس العام الجديد، هي مجرة، تقع في كوكبة الفرس الأعظم. اكتشفت في 14 سبتمبر 1863 بواسطة ويليام لاسيل.

## روابط خارجية
- NGC 7489 على موقع ويكي سكاي: DSS2, SDSS, GALEX, IRAS, Hydrogen α, X-Ray, Astrophoto, Sky Map, Articles and images